# Discothyrea
Discothyrea é um gênero de insetos, pertencente a família Formicidae.

## Espécies
- Discothyrea antarctica
- Discothyrea berlita
- Discothyrea bidens
- Discothyrea bryanti
- Discothyrea clavicornis
- Discothyrea crassicornis
- Discothyrea testacea
- Discothyrea denticulata
- Discothyrea globa
- Discothyrea hewitti
- Discothyrea horni
- Discothyrea humilis
- Discothyrea icta
- Discothyrea isthmica
- Discothyrea leae
- Discothyrea mixta
- Discothyrea neotropica
- Discothyrea oculata
- Discothyrea patrizii
- Discothyrea poweri
- Discothyrea remingtoni
- Discothyrea sauteri
- Discothyrea sculptior
- Discothyrea sexarticulata
- Discothyrea stumperi
- Discothyrea testacea
- Discothyrea traegaordhi
- Discothyrea turtoni
- Discothyrea velutina